# قهوه گیشا

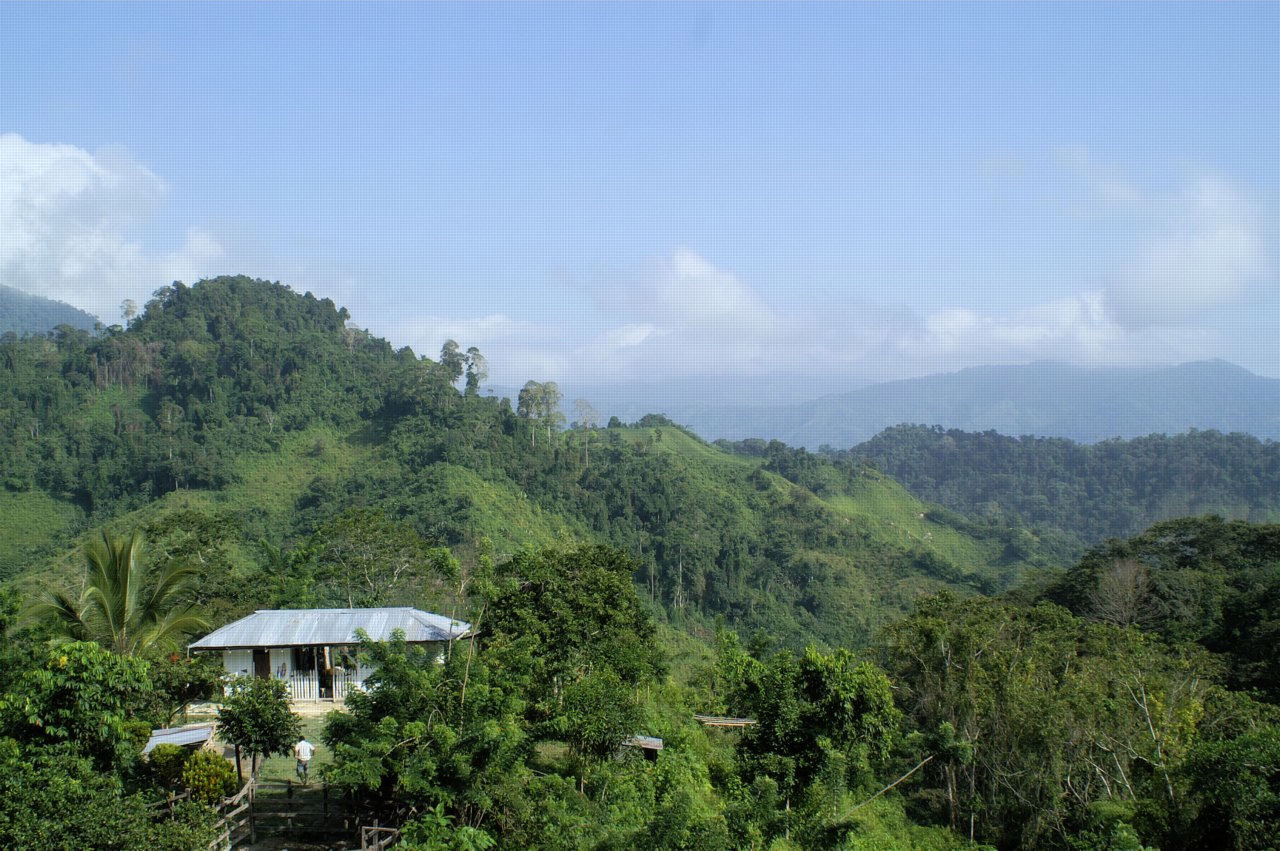
محل رویش قهوه گیشا

گیشا نوعی دانه قهوه است، کمیاب، منحصر به فرد و گران‌قیمت. که گمان می‌رود در روستای Gesha در اتیوپی کشف و پیدا شده‌است. یک فنجان از این قهوه بسیار عطر و طعم قوی تولید کرده و بویی خاصی دارد، که میانگین قیمت آن ۷۵$ تا ۱۱۰$ برای هر فنجان می‌باشد.
تقاضای آن در سالهای اخیر برای بازارهای خاص افزایش یافته‌است.